# Potřeba
Potřeba se coby termín používá v oborech ekonomie a sociologie pro stav nedostatku nějaké z nezbytných složek základního uspokojení, které umožňují normální fungování lidského těla. Mezi primární potřeby člověka patří živiny (jídlo a pití) a životní prostor, na kterém se může pohybovat. V případě nemožnosti dosažení těchto potřeb nastává stav frustrace, při dlouhodobém nenaplnění potřeb pak nastupuje stav deprivace. V tomto smyslu jsou tedy potřeby primárním zdrojem a silou lidského chování.

## Potřeby z hlediska ekonomie
V ekonomii je potřeba definována jako stav pociťovaného nedostatku některého základního uspokojení tvořící základní hnací sílu lidského jednání. Potřeby lidé uspokojují spotřebou a služeb, v drtivé většině světa výměnou za finanční obnosy, a tím tedy tvoří základní pohyby na trhu.
Podle základního dělení můžeme potřeby popsat takto:
- Základní potřeby – jsou to nevyhnutelné potřeby, věci bez kterých člověk není schopen přežít (jídlo, spánek apod.) Patří sem fyziologické potřeby, ale také i ty, které vyplývají z člověka jako z jedince a součásti společnosti (uspokojení z práce, sounáležitost s ostatními lidmi).

- Vyšší potřeby – není tolik nezbytné je uspokojovat, lze je odložit. Patří sem dary či dovolené.

- Nahodilé potřeby – jsou to potřeby, jejichž příčinou je určitý impulz (například kupujícího upoutá vůně čerstvého pečiva nebo zajímavá věc).

- Uměle vyvolané potřeby – zde hraje roli reklama a móda; lidé kupují věci, které jinak nepotřebují a nebyli by nuceni je koupit.

Další možná dělení:
Dělení podle podstaty toho, co je uspokojí
- Hmotné – zdrojem uspokojení je fyzicky existující věc

- Nehmotné – zdroj uspokojení je nehmotné povahy (například zážitek)

Dělení podle množství lidí sdílejících onu potřebu
- Individuální – potřeby jednice

- Kolektivní – potřeby státu

Dělení podle jejich postradatelnosti pro život
- Nezbytné – bez jejich uspokojení dochází ke smrti

- Zbytné – obejdeme se bez nich, většinou nějaké neřesti

Dělení podle způsobu nabytí potřeb
- Vrozené – máme je od příchodu na svět

- Získané – získáváme je během života, proměnné

## Potřeby podle psychologie

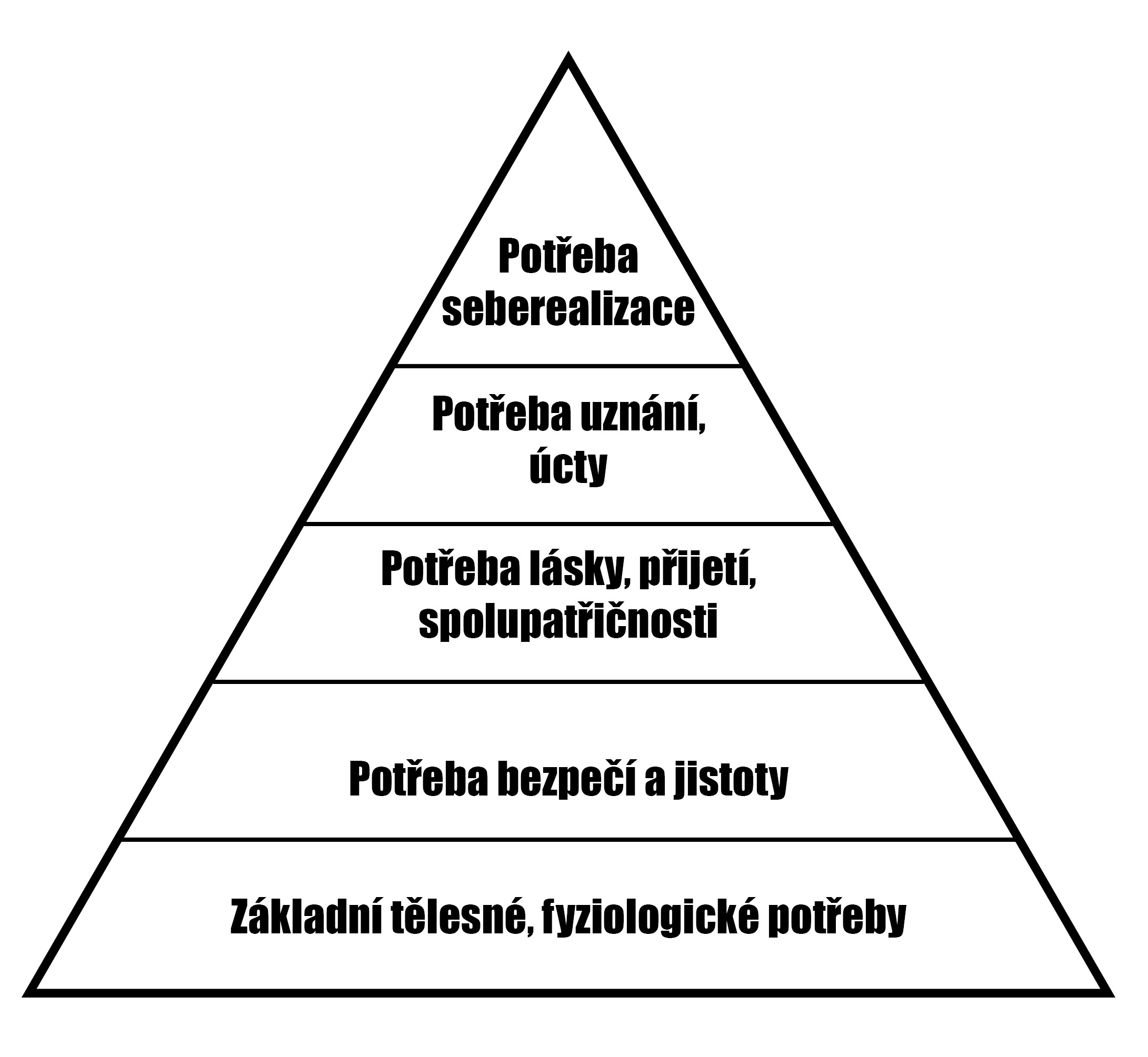
Maslowova pyramida potřeb

Pro většinu dnešních psychologů je potřeba psychologický prvek, který podněcuje člověka k tomu, aby se snažil dosáhnout nějakého vytyčeného cíle a který dává smysl lidskému jednání a chování.
Mezi celosvětově nejznámější teoretické modely, na jejichž základě se na potřeby nahlíží, je hierarchické uspořádání lidských potřeb podle psychologa Abrahama Maslowa (též Maslowova pyramida), s nímž přišel v roce 1943.
Maslowa teorie pracuje s tezí, že existuje hierarchie psychologických potřeb. Začínají tzn. nižšími psychologickými potřebami neboli potřebami nižšího řádu jakou jsou přísun potravin či pocit bezpečí, následují vyšší potřeby jako pocit bezpečí, potřeba vlastní identifikace, úcta, na vrcholu pyramidy se pak nachází seberealizace. Principem Maslowovy teorie je postup při realizaci těchto potřeb. Jinak řečeno, k tomu, aby člověk začal uspokojovat potřeby vyššího řádu nejprve musí uspokojit potřeby nízké.
Maslowův přístup je zobecněným modelem, jehož účelem je porozumění lidského chování a jeho bezprostředních příčin, je nutné ho ale vždy upravit a přidat další faktory, pokud je použit na konkrétní případy.

## Definice potřeb podle Doyla a Gougha
Tento pohled, jehož autorem jsou profesor politické ekonomie Ian Gough, publikoval v rámci tématu lidských potřeb v kontextu sociální pomoci poskytnuté sociálním státem. S profesor lékařské etiky Lenem Doylem potom společně vydali dílo A Theory of Human Need.
Jejich pohled přesahuje důraz na psychologii: lze říci, že potřeby jedince představují „hodnotu lidského bytí“ ve společnosti. Takový člověk ,u kterého dochází k absenci těchto základních potřeb, nezapadá příliš dobře do společnosti.
Podle Doyla a Gougha má každý člověk osobní zájem na tom, aby se vyhnul újmě bránící mu získat to, co je podle jeho vize a jeho názoru dobré, bez ohledu na to, co by to mohlo být. Takové úsilí vyžaduje schopnost podílet se na společenském prostředí, v němž jedinec žije. Konkrétněji, každý člověk musí mít fyzické zdraví i osobní autonomii. Ta zahrnuje schopnost informovaně se rozhodovat o tom, co by se mělo dělat a jak je implementovat. To vyžaduje duševní zdraví, kognitivní dovednosti a příležitosti k účasti na společenských činnostech a kolektivním rozhodování.
Doyal a Gough poukazují na dvanáct širokých kategorií „přechodných potřeb“, které definují, jak jsou naplněny potřeby fyzického zdraví a osobní autonomie:
1. Dostatek pitné vody a přísun potravin
2. Obydlí schopné ochránit člověka před vnějšími vlivy
3. Zabezpečené pracovní prostředí
4. Dodávky oblečení
5. Bezpečné prostředí (okolí) jedince
6. Náležitá zdravotní péče
7. Bezpečnost v dětství
8. Významné vztahy se svými blízkými
9. Bezpečnost v jedincově okolí
10. Ekonomická bezpečnost
11. Zabezpečené porody a bezpečná antikoncepce
12. Přiměřené základní a mezikulturní vzdělání

Podle čeho jsou určeny podrobnosti o uspokojení potřeb? Autoři poukazují na racionální rozpoznání potřeb používající nejnovější vědecké poznatky zohlednění aktuální zážitků a zkušeností jedinců získaných v jejich každodenních životech a na demokratické rozhodování. Toto uspokojení lidských potřeb nemůže být zavedeno „shora“, tj. od řídícího orgánu státu.
Tuto teorii lze srovnávat s přístupem „capability approach“ (jeho základem jsou schopnosti), jehož autory jsou Amartya Sen a Martha Nussebaumová. Jedinci s více vnitřními „aktivy“ nebo „kapacitami“ (např. vzdělání, duševní zdraví, fyzická zdatnost, atd.) mají více dostupných možnosti (více možností výběru, více svobody). Jsou tedy schopni vyhnout se chudobě. Tito jedince, kteří disponují těmito schopnostmi jsou také schopni naplnit více svých potřeb.
Až do zveřejnění konečné verze této práce v roce 2015 diskutoval Dough svou teorii v online dokumentu.

## Další náhledy na potřebu
V roce 1844 definoval Karl Marx ve své knize Ökonomisch-philosophische Manuskripte aus dem Jahre 1844 (známé též jako Pařížské rukopisy) lidi jako „stvoření potřeby“, to je stvoření, která prožívají muka v procesu poznání a pracují na tom, aby uspokojila své potřeby, ať už psychické či fyzické, tak i morální a intelektuální. Podle Marxe je pro rozvoj člověka charakteristické, že v průběhu uspokojování jeho potřeb u něj dochází k vzniku a vývoji potřeb nových, což znamená, že člověk do jisté míry mění svou vlastní povahu.
Tuto myšlenku podrobněji rozebírala maďarská filosofka Ágnes Heller v díle A Theory of Need in Marx. Profesor politické ekonomie Michael A. Lebowitz pak rozvinul tuto marxistickou interpretaci teorie potřeb ve dvou edicích jeho knihy Beyond Capital.
Profesor György Márkus uspořádal Marxovy myšlenky o potřebách následovně: lidé se od zvířat liší tím, že jejich činnost a práce je zaměřena na uspokojení jejich potřeb (jsou schopni si vytvořit nástroje na výrobu složitějších nástrojů, jen aby uspokojili své potřeby). To dělá z lidské bytosti bytost schopnou proměnit celou přírodu v předmět svých potřeb a přitom vyvíjí jak své potřeby a schopnosti, tak i sám sebe coby historicky univerzální bytost. Práce generuje porušení fúze zvíře-předmět, čímž vytváří možnost lidského svědomí a sebevědomí, které mají sklon k univerzalitě (univerzální vědomá bytost). Podmínky lidské bytosti jako sociální bytosti jsou dány prací, ale nejen prací, protože není možné žít jako člověk bez vztahu s ostatními: práce je sociální, protože lidé pro sebe pracují s vytvořenými prostředky a schopnostmi předchozí generace. Lidské bytosti jsou také svobodnými entitami, které jsou schopny během svého života uskutečnit objektivní možnosti generované sociální evolucí na základě svých vědomých rozhodnutí.
Svoboda by měla být chápána jak v negativním (přemíra svobody, nutnost rozhodování), tak v pozitivním smyslu (schopnost použít přírodní zdroje, rozvoj lidské kreativity). Stručně řečeno, základní rysy všech lidí jsou:[zdroj?]
- práce je jejich životně důležitou činností
- lidské bytosti jsou vědomé bytosti
- lidské bytosti jsou sociální
- lidské bytosti mají tendenci k univerzálnosti, která se projevuje ve třech předchozích vlastnostech a činí z nich přirozené-historické-univerzální, společensky-univerzální a univerzální entity vědomí
- lidé jsou svobodní

V textech o tom, čemu profesor Julio Kalinka říká „morální ekonomie“, trvá Kalinka na tom, že myšlenky,[které?] které představil David Wiggins[kde?] o potřebách jsou sice dle Kalinky správné, avšak obsahově nedostatečné – potřeby jsou sice normativní povahy, ale zároveň i povahy faktické.
Občas se hovoří[kdo?] také o potřebách, které mají organizace nebo komunity. Tyto potřeby mohou zahrnovat poptávku po konkrétním typu podnikání, po určitém vládním programu nebo subjektu nebo po jednotlivcích se zvláštními dovednostmi. Toto je příklad metonymie v jazyce a představuje logický problém reifikace.

## Označení předmětů
Jako potřeby označujeme i některé předměty a praktické pomůcky všední denní potřeby, například kuchyňské potřeby, školní potřeby, domácí potřeby apod.